# Wolfgang Reuter
Wolfgang Reuter (Bütgenbach, 28 juli 1969) is een Belgisch politicus van de ProDG.

## Levensloop
Wolfgang Reuter werd beroepshalve slager en traiteur.
In 2006 werd hij voor ProDG verkozen tot gemeenteraadslid van Büllingen en is er sindsdien ook schepen. 
Van 2014 tot 2019 was hij tevens lid van het Parlement van de Duitstalige Gemeenschap in opvolging van  Duitstalig gemeenschapsminister Harald Mollers. Bij de verkiezingen van 2019 was Reuter geen kandidaat meer.